# Stephan von Balthasar
Stephan von Balthasar, avstrijski general, * 8. avgust 1856, † 14. marec 1928.

## Pregled vojaške kariere
Napredovanja
- naslovni generalmajor: 5. maj 1916